# PAX Rally
El PAX Rally es una competición de rally raid que se disputa en Portugal. Su primera edición se celebró del 9 al 14 de septiembre de 2008, comenzando en Lisboa y terminando en Portimão. El rally se divide en tres grandes categorías: automóviles, motocicletas y cuatriciclos (no compiten camiones). Forma parte del proyecto Dakar Series, al igual que el Rally de Europa Central.

## Palmarés
| Año  | Coches (piloto/copiloto)               | Fabricante | Motos       | Fabricante | Quads          | Fabricante |
| 2008 | Stéphane Peterhansel Jean Paul Cottret | Mitsubishi | Ruben Faria | Honda      | Luis Engeitado | Suzuki     |